# Shannon Boxx
Shannon Leigh Boxx (* 29. Juni 1977 in Fontana) ist eine ehemalige US-amerikanische Fußballspielerin. Sie spielte von 2003 bis 2015 für die US-amerikanische Nationalmannschaft, mit der sie 2015 die Weltmeisterschaft sowie 2004, 2008 und 2012 die olympische Goldmedaille gewann.

## Werdegang

### Verein
In ihrer Jugend spielte Boxx auch Softball, Volleyball und Basketball. Ihre Schwester Gillian Boxx gewann 1996 mit dem US-Softballteam bei den Olympischen Spielen in Atlanta die Goldmedaille. Als sie 1995 zum College ging, musste sie sich für eine Sportart entscheiden und wählte Fußball. Neben ihrem Studium der Psychologie spielte sie für das College-Team der University of Notre Dame. Mit 101 Spielen, 39 Toren und 57 Assists ist sie die Rekordspielerin der Mannschaft. Schon im ersten Jahr gewann sie die nationale College-Meisterschaft. Nach dem Studium spielte sie ab 1999 für Boston Renegades und auch zeitweise in Deutschland beim 1. FC Saarbrücken. Nach nur fünf Monaten kehrte sie in die USA zurück und spielte nun für Ajax of Los Angeles. Mit dem Entstehen der Profiliga WUSA wechselte sie zu San Diego Spirit. Zunächst zwar Stammspielerin, konnte sie sich mit ihren rein defensiven Aufgaben anfreunden und wechselte 2003 zu New York Power, bei denen sie unter dem Trainer Tom Sermanni eine sehr gute Saison spielte.

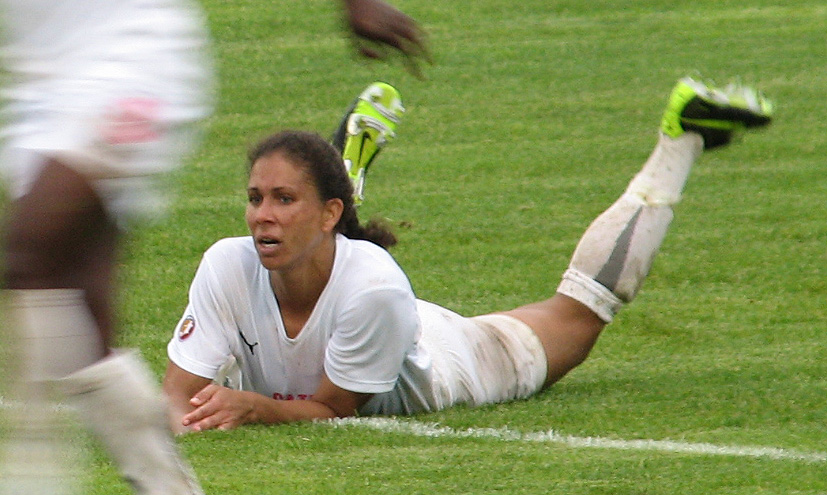
Shannon Boxx bei den Saint Louis Athletica (2010)

 Sie spielte 2009 für Los Angeles Sol und 2010 für die Saint Louis Athletica sowie den FC Gold Pride, mit denen sie die WPS-Meisterschaft gewann. Im Jahr 2011 spielte sie für magicJack. In der neugegründeten National Women’s Soccer League spielte sie ab 2013 für das Franchise der Chicago Red Stars, kam jedoch auch aufgrund einer Schwangerschaft in drei Spielzeiten lediglich zu elf Einsätzen. Ende Juli 2015 gab sie ihre sofortige Vertragsauflösung in Chicago bekannt.

### Nationalmannschaft
Die defensive Mittelfeldspielerin nahm erstmals 2003 an einer Fußball-Weltmeisterschaft der Frauen in den USA teil. Sie war die erste Spielerin, die ohne vorherige Länderspiele bestritten zu haben in einen Weltmeisterschaftskader berufen wurde. Ihr erstes Spiel machte sie kurz vor der WM, beim Vorbereitungsspiel gegen Costa Rica. In diesem Spiel machte sie ihr erstes Tor. Auch in ihren beiden folgenden Spielen, darunter das erste Spiel bei der WM 2003 gegen Schweden, erzielte sie jeweils ein Tor und stellte damit einen Rekord für das US-Nationalteam auf. Das Turnier beendeten die US-Amerikanerinnen als Drittplatzierte. Boxx wurde ins All-Star-Team der WM gewählt und gehörte von nun an zum Stamm des US-amerikanischen Nationalteams. Im folgenden Jahr nahm sie zunächst am Algarve-Cup teil und wurde dort zur besten Spielerin des Turniers gewählt. 2004 spielte sie mit einer Weltauswahl gegen das Weltmeisterteam aus Deutschland. Danach nahm sie an den Olympischen Spielen in Athen teil und gewann dort die Goldmedaille. Bei der Wahl zur Weltfußballerin 2004 kam sie auf den siebten Platz. Auch im folgenden Jahr gehörte sie erneut zu den nominierten Spielerinnen und belegte Platz 3. Sie gehörte zum Kader der USA für die WM 2007 und kam in fünf Spielen zum Einsatz. Da sie im Halbfinale die gelb-rote Karte erhielt, konnte sie im kleinen Finale nicht eingesetzt werden. 2008 gewann sie mit den USA ihre zweite Goldmedaille bei den Olympischen Spielen in Peking. Sie gehört zum Kader der USA für die Weltmeisterschaft 2011 in Deutschland. In zwei Vorrundenspielen stand sie in der Startelf, nur im Spiel gegen Kolumbien wurde sie nicht eingesetzt. Im siegreichen Viertelfinale gegen Brasilien verwandelte sie im Elfmeterschießen den ersten Elfmeter ihres Teams im zweiten Anlauf, bei ihrem ersten Versuch, den die brasilianische Torhüterin Andréia Suntaque hielt, stand diese zu weit vor dem Tor und der Elfmeter wurde wiederholt. Nach dem Halbfinalerfolg über Frankreich wurde das Finale gegen Japan erneut im Elfmeterschießen entschieden. Boxx trat als erste Schützin an, ihr Schuss wurde von der japanischen Torhüterin gehalten und Japan gewann Elfmeterschießen mit 3:1, Boxx und ihre Mannschaftskameradinnen gewannen Silber.
Boxx stand im Kader für das olympische Fußballturnier in London, wurde aber im ersten Spiel gegen Frankreich bereits nach 17 Minuten wegen einer Verletzung ausgewechselt. Erst im Finale gegen Japan kam sie wieder zum Einsatz und gewann ihre dritte Goldmedaille.
In der Saison 2013 spielt sie in der neugegründeten National Women’s Soccer League, der höchsten amerikanischen Profiliga im Frauenfußball für die Chicago Red Stars.
Nach längerer Verletzungspause kam sie beim Algarve-Cup 2015 wieder zum Einsatz, den die USA zum 10. Mal gewann.
Sie wurde auch für den US-Kader der WM-2015 berufen. Sie kam in aber nur zu einem Einsatz im Gruppenspiel gegen Nigeria, als sie in der 74. Minute für Megan Rapinoe eingewechselt wurde. Durch den Finalsieg ihrer Mannschaft gegen Japan wurde sie erstmals Weltmeisterin.
Am 21. Oktober 2015 machte sie im Rahmen der Victory Tour beim Spiel gegen Brasilien ihr 195. und letztes Länderspiel und führte die Mannschaft aus diesem Anlass als Spielführerin auf das Feld.

## Privates
Shannon Boxx ist verheiratet und lebt in Redondo Beach. Anfang 2014 wurde sie Mutter einer Tochter.

## Erfolge
Mannschaftserfolge
- Weltmeisterin bei der Fußball-Weltmeisterschaft der Frauen 2015
- Olympiasieg 2004, 2008 und 2012
- WPS Meister 2010
- Vizeweltmeisterin bei der FIFA Frauen WM 2011 in Deutschland
- Algarve-Cup-Sieger: 2015

persönliche Erfolge
- Berufung in die Mannschaft des Turniers bei der Weltmeisterschaft 2011